# Glossodoris xishaensis
Glossodoris xishaensis is een slakkensoort uit de familie van de Chromodorididae. De wetenschappelijke naam van de soort is voor het eerst geldig gepubliceerd in 1975 door Lin.